# Dampremy
Dampremy (wa. Dårmè, pcd. Darmet) – dzielnica (section) miasta Charleroi w Belgii, w Regionie Walońskim, w prowincji Hainaut, w okręgu Charleroi. 1 stycznia 2020 roku liczyła 6762 mieszkańców. Do 31 grudnia 1976 samodzielna gmina.

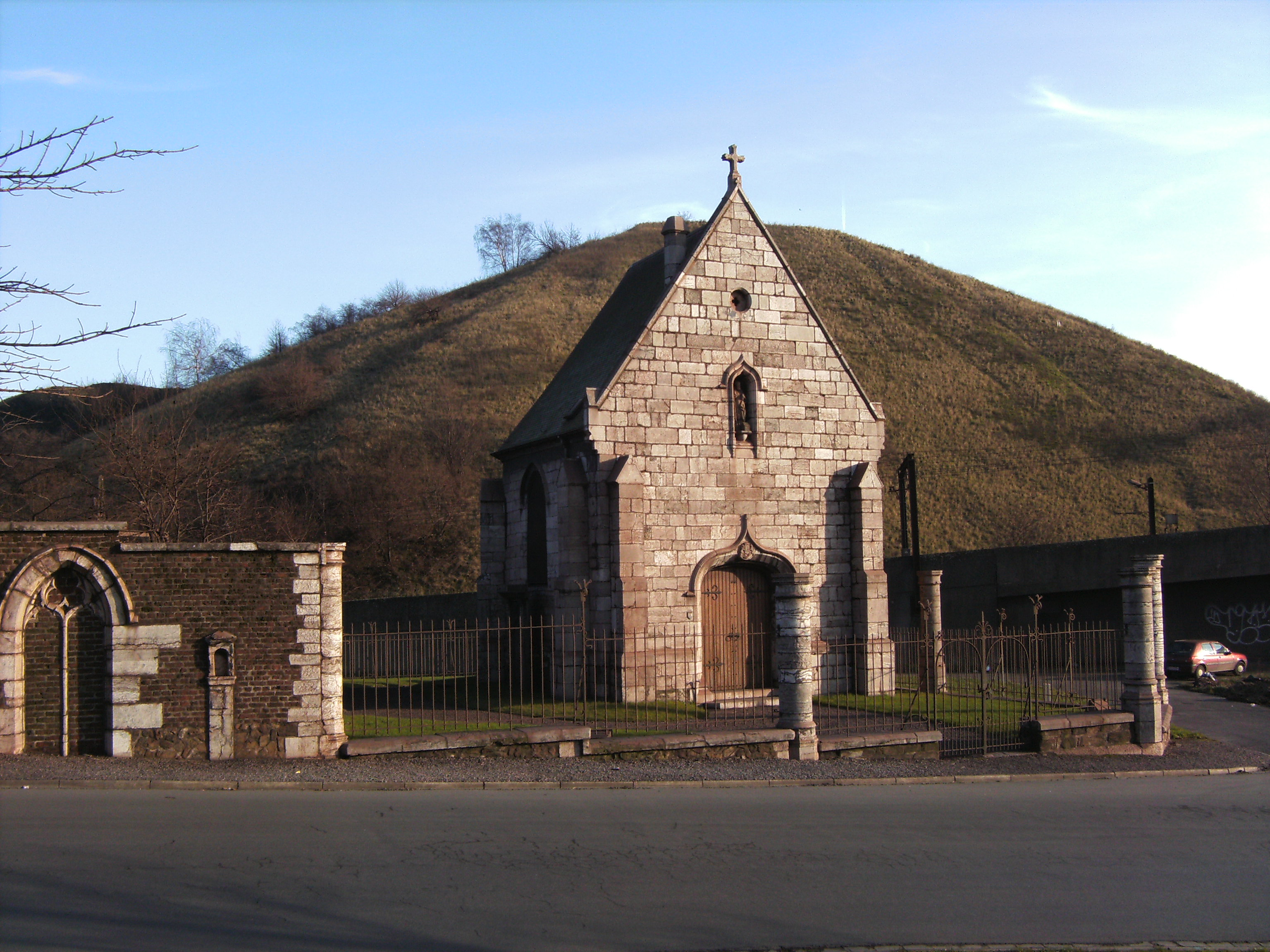
Kaplica Saint-Ghislain